# Вытегорский округ путей сообщения
Вытегорский округ путей сообщения — орган управления водными путями в северной и северо-западной частях Российской империи в составе управления (в 1870—1899 годах — департамента) водяных и шоссейных сообщений Министерства путей сообщения. Правление Округа находилось в городе Вытегра Олонецкой губернии.

## Пути Вытегорского округа

#### Главные
- Мариинский. От устья реки Шексны до впадения в Свирь р. Свирицы. 840 вёрст. От Рыбинска до Петербургского морского порта через приладожские каналы (1054 версты). Состоит как из природных, так и из искусственных водных путей: р. Шексна — Белое озеро — р. Ковжа — Мариинский канал — р. Вытегра — Онежское озеро — р. Свирь — приладожские каналы — р. Нева.
- Тихвинский. От города Мологи до канала Имп. Марии Федоровны. 653 версты.
- Герцога Александра Виртембергского. От м. Топорня до шлюза и плотины «Знаменитый». 123,5 вёрст.
- Северные реки. Северная Двина, Сухона (от шлюза «Знаменитого») и Вологда (от г. Вологды). 1214,5 вёрст.

Итого: искусственных путей 567 верст, свободных рек — 2641 верста.

#### Второстепенные
- Судоходные. 5363 версты.
- Сплавные. 4489 вёрст.

## Деление Округа. Должности

#### Отделения
- Вологодское (Северные реки)
- Девятинское
- Каргопольское
- Кузьминское
- Тихвинское

#### Технические участки Мариинского пути
- 1-й. Река Свирь; второстепенные: р. Оять, р. Ивина (с притоками Шапшозеркой, Мариной, Муромлей, Остречинкой), Важинка с притоками.
- 2-й. Онежский канал, р. Вытегра от канала до шл. Св. Дмитрия; второстепенные: р. Мегра, р. Водлица (она же Нормакса), р. Ошта, р. Вытегра от Онежского озера до канала, р. Андома, р. Самина, р. Илекса.
- 3-й. Вытегра от шл. Св. Дмитрия до шл. Св. Андрея включительно (43 версты); второстепенные: р. Тагажма (40 в.), р. Кудома (18 в.)
- 4-й. Вытегра от шл. Св. Андрея до Ново-Мариинского канала (14 вёрст), Ново-Мариинский кан. (8 в.), р. Ковжа до шл. Св. Константина (29 в.); второстепенные: р. Ковжа от Ковжского озера до плотины шл. Св. Александра (9 вёрст).
- 5-й. Ковжа от шл. Св. Константина до Белого озера (45 вёрст), Белое озеро (102 в.), Белозерский канал (63,4 в.); второстепенные: река Кема от оз. Кемо до Белого оз. (100 вёрст).
- 6-й. Река Шексна на всём протяжении (398 вёрст).

#### Технические участки Тихвинского пути
- 1-й. Река Сясь от Старо-Сясьского — Екатерины II канала (90 вёрст) и р. Тихвинка от р. Сяси до Иркутского шлюза (99 вёрст).
- 2-й. Тихвинка от Иркутского до Киевского шлюза (44 версты) и район от Киевского шл. до Варшавского шлюза (61 верста) со всеми сооружениями.
- 3-й. Река Чагодоща (157 вёрст) от впадения в Мологу, р. Молога (551 верста).

#### Инспекционные участки Округа
- 1-й. Шекснинский (от Чайки до впадения в Волгу). 390 вёрст.
- 2-й. Онежский.
- 3-й
- 4-й.
- 5-й
- 6-й. Мологский (река Молога (551 верста) и р. Чагодоща от Варшавского шлюза до впадения в Мологу).

#### Личный состав Округа
- Начальники округа. Н. И. Богданович, Н. С. Лебедев, А. П. Нордштейн, Г. Ф. Зенкевич, Т. Ф. Эйдригевич, А. И. Звягинцев, И. В. Бушмакин, А. М. Валуев, Н. Ф. Чалеев
- Помощник начальника округа
- Инспектор судоходства
- Искусственное отделение
- Хозяйственное отделение
- Судоходное отделение
- Инженер-механик
- Санитарный врач
- Начальники судоходных дистанций
- Начальники судоходных постов
- Заведывающие пристанями
- Лоцман
- Речной надзорщик

## Мариинская система в пределах Округа на 1910 год

#### река Свирь
- От впадения реки Свирицы до устья

#### река Вытегра
- № 1. Св. Сергия с трёхпролетною плотиною Св. Сергия (напор — 0,76 саж.), в Вытегре; в 8,42 верстах от устья Онежского канала. На шлюзе Метеорологическая станция (с 1901 г.) и водомерный пост 1-го разряда; выше — разводной мост (1894 г.).
- № 2. Св. Димитрия с пятипролетною плотиною Св. Дмитрия (1,20 саж.), при деревне Денисово; в 1,33 верстах от шл. № 1.
- № 3. Св. Мефодия (1,20 саж.), в 3,12 верстах от шл. № 2.
- № 4. Св. Ксении с трёхпролетною плотиною Св. Ксении (1,20 саж.), в 177 саженях от шл. № 3.
- № 5. Св. Елизаветы (бывш. «Слава») с двухпролетной плотиною (напор — 1,20 саж.), у деревни Белоусово, в 5,85 верстах выше шл. № 4.
- № 6. Св. Елены (1,40 саж.), у Материков, в 4,12 верстах от шл. № 5.
- № 7. Св. Надежды с двухпролетною плотиною Св. Надежды в староречьи (1,40 саж.), при деревне Материки, в 222 саженях от шл. № 6.
- № 8. Св. Ольги с двухпролетной плотиною Св. Ольги в староречьи (1,40 саж.), при деревне Рябово, в 1,78 версте от шл. № 7.
- № 9. Св. Марии (1,50 саж.), в 1,97 версте от шл. № 8.
- № 10. Св. Екатерины (1,50 саж.), в 200 саженях от шл. № 9.
- № 11. Св. Наталии с двухпролетной плотиною Св. Наталии (1,50 саж.), у деревни Марково, в 123 саженях от шл. № 10.
- № 12. Св. Василия (1,50 саж.), в 120 саженях от шл. № 11.
- № 13. Св. Иоанна (1,50 саж.), в 121 сажени от шл. № 12.
- № 14. Св. Феодора (1,50 саж.), в 129 саженях от шл. № 13.
- № 15. Св. Глеба (1,50 саж.), в 110 саженях от шл. № 14.
- № 16. Св. Алексея (1,50 саж.), в 126 саженях от шл. № 15.
- № 17. Св. Иакова с двухпролетною плотиною Св. Иакова (1,50 саж.), в 280 саженях от шл. № 16.
- № 18. Св. Георгия с двухпролетною плотиною Св. Георгия (1,50 саж.), в 1,14 версте от шл. № 17.
- № 19. Св. Фомы (1,46 саж.), в 1,16 версте от шл. № 18.
- № 20. Св. Бориса (1,46 саж.), в 147 саженях от шл. № 19.
- № 21. Св. Кирилла (1,46 саж), в 130 саженях от шл. № 20.
- № 22. Св. Павла с трёхпролетною плотиною Св. Павла (1, 46 саж.), у сел Девятины и Парфеевское, в 115 саженях от шл. № 21.

- Девятинский перекоп на р. Вытегре у села Девятины и деревень Андреевская, Бродовская, Депо (длиною 438 саж. (935 м), прорезает по прямой возвышенность в 12 саж., с заложением дна на глубине 11 саженей).
- № 23. Св. Владимира (1,50 саж.), в 234 саженях от шл. № 22.
- № 24. Св. Михаила (1,50 саж.), в 125 саженях (бассейн шириною 14 саж.) от шл. № 23.
- № 25. Св. Сампсония с плотиною в обойденном староречьи Вытегры (1,50 саж.), в 125 саженях (бассейн шириною 14 саж.) от шл. № 24.
- № 26. Св. Андрея с двухпролетною плотиною Св. Андрея (напор — 1,48 саж.), у села Андреевское, в 193 саженях от шл. № 27.
- № 27. Св. Дарии с двухпролетной плотиною Св. Дарии (1892 г.), у деревни Волоков Мост, в 6,37 верстах от шл. № 26.
- № 28. Св. Николая с трёхпролетной плотиною Св. Николая (напор −1,50 саж.; 1892 г.), в 4,27 верстах от шл. № 27.

#### Ново-Мариинский (Каменный) канал
- № 29. Св. Петра (напор 0,95 саж.), у села Верхний Рубеж. Водораздел системы на высоте 56,62 саж. над уровнем Балтийского моря. Раздельный плёс до шл. № 30 протяженностью 5 верст 481 саж.
- № 30. Св. Александра (падение 1,50 саж.) с трёхпролетной плотиною, Александровским водоспуском из р. Ковжи в канал, у села Александровского.

#### река Ковжа
- № 31. Св. Анны (падение 1,18 саж.) с двухпролетной плотиною Св. Анны, в 6,29 верстах от шл. № 30, у села Анненский Мост. В селе был построен разводной (взамен старого поворотного) мост в месте пересечения Архангельского почтового тракта с Мариинской системой.
- № 32. Св. Константина (падение 1,46 саж.) с шестипролетной плотиною Св. Константина, в 21,40 версте от шл. № 31. Граница Олонецкой и Новгородской губерний.

#### Белозерский канал
- № 33. «Польза» (напор 1,10 саж.) со стороны Ковжи. Уровень воды в канале поддерживался на отметке 53,12 саж. над уровнем моря.
- № 34. «Безопасность» («Чайка») со стороны Шексны (падение 1,40 саж.)

#### река Шексна
- без №. Шлюз императрицы Марии Феодоровны с плотиною (напор переменный), неподалёку от истока реки у Белого озера, в 8,5 верстах выше устья Белозерского канала, ниже села Крохино.
- № 35. Шлюз императора Александра III («Деревенька») с плотиною (напор 1,11 саж.) у порога Топорня, в двух верстах ниже входа в Северо-Двинский канал, в 48,25 верстах ниже устья Белозерского канала.
- № 36. Шлюз императрицы Александры Феодоровны («Ниловицы») с плотиною (напор 1,11 саж.), у Ниловицкого порога, в 9 верстах ниже шл. № 35.
- № 37. Шлюз императора Николая II («Чёрная Гряда») с плотиною (напор 1,11 саж.), у порога Черная Гряда, в 36 верстах ниже шл. № 36.

## Тихвинская водная система
- 62 шлюза

## Виды Мариинской системы. 1909 г
- Село Ковжа на Шексне береговые укрепления
- Городецкий и Никитский погосты на Шексне
- Шексна у Горицкого монастыря
- Вид с плотины Имп. Марии Феодоровны на Каргулино и Крохино
- Белозерск
- Ковжская плотина
- Лодейное Поле. Памятник Петру I
- Вознесенье. Памятник строителям Онежского канала

## Тяга на Мариинской системе
- Пароходы. Буксиры. Самоходные баржи и теплоходы "Общества «Мазут» и «Товарищества братьев Нобель» (первые в мире дизель-электроходы «Вандал», «Скиф», «Сармат»; самоходная баржа «Евгения»).
- Туерная
- Лошадьми — Конная.

Конные конторы: м. Чайка (шлюз «Безопасность»), Белозерск, м. Круглое (шлюз «Польза»), с. Константиновские Пороги (шлюз Св. Константина), д. Тяпуги (шлюз Св. Андрея), Вытегра (шлюз Св. Сергия), м. Мегра на Онежском кан., с. Вознесенье.
- Людская — Бурлацкая — Путинная (использовалась до переустройства 1890—1896 гг.)

#### Пароходства на Мариинском пути
- Товарищество Шлиссельбургского пароходства. Суда: «Вера», «Ладога», «Опочинин», «Первенец», «Сберд», «Скобелев» (пожарная донка). Сообщение: Новая Ладога — Лодейное Поле.
- Онежское пароходное общество. Суда: «Ап. Павел», «Ап. Петр», «Вознесенье», «Геркулес», «Кивач», «Петербург», «Петрозаводск», «Св. Николай», «Свирь». Сообщение: г. Вытегра — Онежский кан. — Вознесенье, Петроград — село Сермаксы — Петрозаводск — Повенец, Петрозаводск — Кондопога.
- Товаро-пассажирское пароходство С. И. Балдина. Суда: «Белозерск», «Мария». Сообщение: Белозерск — шлюз Св. Андрея.
- Товарищество пароходства бр. Капорулины, И. П. Балдин и Ко. Сообщение: Рыбинск — Белозерск.
- Пассажирское пароходство Наследников П. П. Капорулина. Суда: «Петр». Сообщение: Белозерск — шлюз Св. Андрея.
- Пассажирское пароходство (Товарищество) Милютиных и Ко. Суда: «В. К. Владимир», «Восток», «Северянин», «Легкий» (администр. по делам А. И. Милютина). Сообщение: Рыбинск — Череповец — Чайка (шл. «Безопасность») — Белозерск.
- Коммерческо-Крестьянское пароходство. Суда: «Владимир», «Гражданин», «Григорий», «Мария», «Михаил», «Николай», «Общество Крестьян 1-й». Сообщение: Рыбинск — Череповец.
- Кирилловское товаро-пассажирское и буксирное пароходство. Сообщение: Череповец — Топорня — Кириллов — село Благовещенье.
- Пассажирское пароходство братьев В. и Д. Поздышевых. Сообщение: Белозерск — Андреевская пристань (шл. Св. Андрея).
- Товарищество легкого пассажирского пароходства по р. Шексне. Суда: «Вячеслав».
- Пароходство А. А. Ишанина. Суда: «Вытегра».
- Пароходство А. Н. Чернышева. Суда: «Птичка». Сообщение: Рыбинск — село Вольское.

#### Пароходства и судовладельцы на Северных реках
- Северное пароходное общество «Котлас — Архангельск — Мурман».
- «Легко-пассажирское Северо-Двинское пароходное общество».
- «Пароходство по реке Вычегде». Сообщение: Великий Устюг — Архангельск (669 вёрст), Великий Устюг — Усть-Кулом.
- «Легко-товаро-пассажирское пароходство Лебедь»
- «Товарищество М. Е. Л. Бр. Володины». Сообщение: Архангельск — Пинега — Карпогорское — Верколы — Сура (448 вёрст).
- «Товарищество пароходства по Ваге и Двине». Сообщение: Архангельск — Шенкурск — Вельск (167 вёрст).
- Акционерное общество Архангельского речного легкого пароходства. Суда: «Обновка», «Четвертый», «Шестой», «Седьмой», «Восьмой», «Девятый», «Десятый», «Четырнадцатый», «Пятнадцатый», «Шестнадцатый», «Двадцатый».
- Кирилловское товаро-пассажирское и буксирное пароходство. Сообщение: Череповец — Топорня — Кириллов — село Благовещенье.
- Пароходное общество «Товаро-пассажирского пароходства Бр. И. и Д. Варакиных». Суда: «Бр. Варакины», «Василий», «Внучата», «Яков».
- Пароходное общество «Торгового Дома И. Н. Никуличева с сыновьями».
- «Энергия». Сообщение: Кириллов — шлюз V — с. Благовещенье — шлюз IX — Новленск — Устье.
- А. И. Ганичева. Сообщение: Топорня — Кириллов — с. Благовещенье (37 вёрст).
- «Наследников С. Н. Норицына» по Печоре. Сообщение: Куя — Усть-Цыльма — Усть-Кожва (696 вёрст).
- Матвея Артемьева Мелузова и Ко по Онеге. Сообщение: с. Турчасово — с. Чекуево — с. Порог (100 вёрст).
- К. Л. Лебедева. Сообщение: Вологда — Архангельск. Суда: «Гражданка», «Зырянка», «Москвичка».
- К. И. Постникова. Суда: «Охотник», «Уездный», «№ 8».
- А. М. Ширикова. Суда: «Вологжанин», «Друзья».

#### Служебные суда
- Землечерпательница «Мариинская I»
- «Мариинская II»
- «Мариинская III» для работ на Белозерском канале
- «Мариинская IV»
- «Мариинская V» (построена в 1908 г. на Сормовском заводе, корпус железный, длина — 12 саж., ширина — 4,15 саж.)
- Землечерпательница «Виртембергская 1-я»
- Землечерпательница «Северо-Двинская 1-я»
- Пожарный пароход «Пожарный»
- «Кама» — паровой барказ для инспекторского надзора (передан из Казанского округа ПС в 1891 г.).
- «Порозовица» — паровой барказ для инспекторского надзора
- «Андрей Бирилев» — пароход для разъезда начальствующих лиц Правления Вытегорского округа МПС (колёсный, корпус железный) - до 1900 г. - «Казань»[1]
- «Чайка» — барказ тюрбинный для разъездов и инспекций заведующего Белозерским каналом (построен в 1892 г.)
- «Кириллов» — пароход
- «Николай» — пароход
- «Вологда» — пароход
- «Самоед» — пароход
- «Сухона» — бензино-моторный катер
- Землечерпательница «Шекснинская I». Построена в 1904 г. на Путиловском заводе[2]

## Обстановка
- Маяки: на Ладоге: Стороженский, Свирский; на Онего: Куликов в 6-ти верстах от истока Свири (деревянный на каменном основании; выс. — 55 фут.); на Белом озере: в устье Ковжи (деревянный), Черные Пески (деревянный, 1845 г.)
- Створные знаки: у входа в р. Вытегру (1878 г.)
- Бакены: на Белом озере у истока Шексны и устья Ковжи
- Сигнальные мачты (на Свири: порог Сиговец, д. Сувалда, д. Медведец, с. Хевроньино
- Водомерные посты: Сермаксы (1-го разряда), у Подъяндебского порога (2-го), Важины (2-го), Мятусово (2-го), Вознесенье (1-го), Петрозаводск (1-го), Повенец (1-го), Бесов Нос (1-го), Черные Пески (1-го, 1875 г.), устье р. Вытегры (1-го разряда; 1885 г.), шлюз Св. Сергия (1-го), при Ковжской плотине (1-го), шлюз Св. Константина (1-го), шлюз «Польза» у м. Круглое (1-го), у Белозерского водоспуска (1-го), шлюз «Безопасность» у м. Чайка (1-го), шлюз у Крохино (два: верхняя и нижняя рейки; оба 1-го), шлюз у Ниловиц (1-го), шлюз Николая II у Чёрной Гряды (1-го), Череповец (1-го), Вахново (1-го), Козьмодемьянское (1-го), у села Городок (2-го разряда).
- Спасательная станция у устья Вытегры (1892 г.)
- Метеорологические станции в Вытегре и Белозерске.
- Гидрометрическая станция в посаде Крохино.